# لورا ليمان
لورا ليمان هي متسابقة ملكة الجمال فلبينية، ولدت في 16 يوليو 1994 في ماكاتي في الفلبين.